# Котор (Мркоњић Град)
Котор је насељено мјесто у општини Мркоњић Град, Република Српска, БиХ. Према попису становништва из 1991. у насељу је живјело 443 становника.

## Географија
Налази се на надморској висини од 508 метара. Мјесто припада мјесној заједници Котор.

## Историја
Постоје подаци да је на подручју села у средњем вијеку постојала православна црква, која је порушена за вријеме Турака и њен материјал је искоришћен за изградњу џамије у Старом селу. Становништво Котора се углавном бави пољопривредом, а постоји и пилана за резање обловине.

## Становништво
Према службеном попису становништва из 1991. године, Котор је имао 443 становника. Срби су чинили око 98% од укупног броја становника.
У селу живе породице са следећим презименима: Голубовићи, Шебези, Микулићи, Галићи, Ћирковићи, Стојановићи, Гвере, Ћоћкали, Комленићи, Јовандићи, Лекићи, Лукићи, Роже, Рајковићи, Билићи, Јаслари, Удовчићи, Прпе, Ђурановићи, Коџе, Каурини и др.
| Националност       | 1991. | 1981. | 1971. | 1961. |
| Срби               | 428   | 463   | 422   | 416   |
| Југословени        | 8     |       |       |       |
| Словенци           |       | 1     |       |       |
| Хрвати             |       | 1     |       |       |
| остали и непознато |       |       |       |       |
| Укупно             | 436   | 465   | 422   | 416   |